# Otto Pammer
Otto Pammer (* 9. Mai 1926 in Wien; † 29. Dezember 2008 ebenda) war ein österreichischer Kameramann, Wochenschau- und Fernsehfilmproduzent. 

## Leben und Wirken
Pammer wurde in Wien geboren und arbeitete als Jugendlicher als Volontär und kaufmännischer Angestellter in der Textilbranche, bis er am 30. August 1943 zum Reichsarbeitsdienst eingezogen wurde und ab September 1944 als Panzergrenadier bei der Wehrmacht zu dienen hatte. Vier Monate vor Ende des Zweiten Weltkriegs wurde sein Elternhaus bei Bombenangriffen getroffen, Pammer bekam „Bombenurlaub“ und desertierte.
Nach Kriegsende filmte er gemeinsam mit einem Freund, der von seinem wohlhabenden Vater eine Filmkamera geschenkt bekommen hatte, die Kriegsruinen Wiens. Bei dieser Tätigkeit wird der damalige Präsident der Filmgewerkschaft, Fritz Erban, auf ihn aufmerksam und verschafft ihm ein Engagement bei der Wien-Film. Pammer arbeitet zunächst als Volontär, dann als Kamera-Assistent und Schwenker, bis er schließlich als Kameramann arbeitet.
Am 1. Mai 1950 stellt ihn die Fox Tönende Wochenschau, Nachfolger der MPEA Tönende Wochenschau der britisch-amerikanischen Besatzungsmächte, an. Für diese arbeitete er bis 1974, zunächst als einfacher Beitragslieferant, Texter und Schnittmeister, und später als Österreich-Chef des international tätigen Unternehmens. So filmte er unter anderem die Unterzeichnung des österreichischen Staatsvertrages 1955, den Ungarischen Volksaufstand 1956, den ersten Wiener Opernball nach Kriegsende 1956 oder auch den Prager Frühling 1968. Aufnahmen, die über das Vertriebsnetz seines Arbeitgebers um die Welt gingen. 1965 gestaltete er die Wochenschaudokumentation 20 Jahre Republik Österreich, 1968 stellte er die historische Dokumentation 50 Jahre Republik Österreich. Beide Filme wurden vom Unterrichtsministerium auch für Schulvorführungen verwendet.
Nach der Einstellung der Fox-Wochenschau 1974 gründete er seine eigene Produktionsgesellschaft, die Otto Pammer Film. Mit dieser stellte er unter anderem Seinerzeit her, eine Sendung, die von 1980 bis 1999 im Österreichischen Rundfunk (ORF) sechsmal jährlich ausgestrahlt wurde. 1982 produzierte die Pammer-Film im Auftrag des Kuratoriums für Verkehrssicherheit die kurze Kindersendung Helmi.
Ebenfalls seine Erfindung war die Gesellschaftssendung Seitenblicke, die 1988 erstmals ausgestrahlt wurde und seither eine der erfolgreichsten Sendungen des ORF ist. 1996 vergab der ORF die Produktionsrechte für die Sendung nach einer Ausschreibung an Interspot Film.
Zu seinen letzten Produktionen zählten die auf historischem Bildmaterial basierenden Fernsehdokumentationen Vom Kriegsende 1945 bis zum Staatsvertrag 1955 (2005), 50 Jahre Volksaufstand in Ungarn (2006) sowie Die Erfindung Europas – (un)erwartete Folgen des Marshallplans (2008).
In der Nacht von Sonntag, den 28. Dezember, auf Montag, den 29., erlag Pammer 82-jährig einem Herzversagen.
Otto Pammer wurde am 16. Januar 2009 um 14 Uhr unter großer Anteilnahme am Ober Sankt Veiter Friedhof in Wien verabschiedet. Später wurde seine Urne dort (in der Gruppe P, Reihe 10, Nummer 2) beigesetzt.
Nach Otto Pammers Ableben ist die Zukunft der Produktionsfirma Pammer Film zunächst ungewiss. Mit Mitte 2009 übernimmt der selbständige Produzent Wolfgang Winkler, ein ehemaliger Mitarbeiter, die Pammer Film.

## Filmografie (Auswahl)
- 1970: Dornwittchen und Schneeröschen

## Auszeichnungen (Auswahl)
- 1970 Silbernes Ehrenzeichen für Verdienste um die Republik Österreich
- 1992 Ehrentitel Kommerzialrat
- 2001 Professorentitel
- 2005 Goldenes Ehrenzeichen für Verdienste um das Land Wien
- 2006 Österreichisches Ehrenzeichen für Wissenschaft und Kunst